# Fredenbecker Mühlenbach
Der Fredenbecker Mühlenbach ist ein Naturschutzgebiet im Landkreis Stade.

## Allgemeines
Das Naturschutzgebiet „Fredenbecker Mühlenbach“ umfasst die ca. 3,5 Kilometer lange Bachniederung von Wedel bis zur Kläranlage von Fredenbeck auf einer Fläche von etwa 118 Hektar. Das Gebiet ist besonders geprägt durch einen hohen Flächenanteil ungenutzter bzw. extensiv genutzter Bereiche. Mit dem Vorkommen historisch alter Wälder weist das Gebiet selten gewordene Landschaftselemente auf, die sich gleichzeitig durch eine besondere Schönheit auszeichnen.
Das Naturschutzgebiet dient dem Schutz des FFH-Gebietes 027 Schwingetal. Es  trägt das Kennzeichen NSG LÜ 263.